# Deutsche Luftfahrtsammlung Berlin

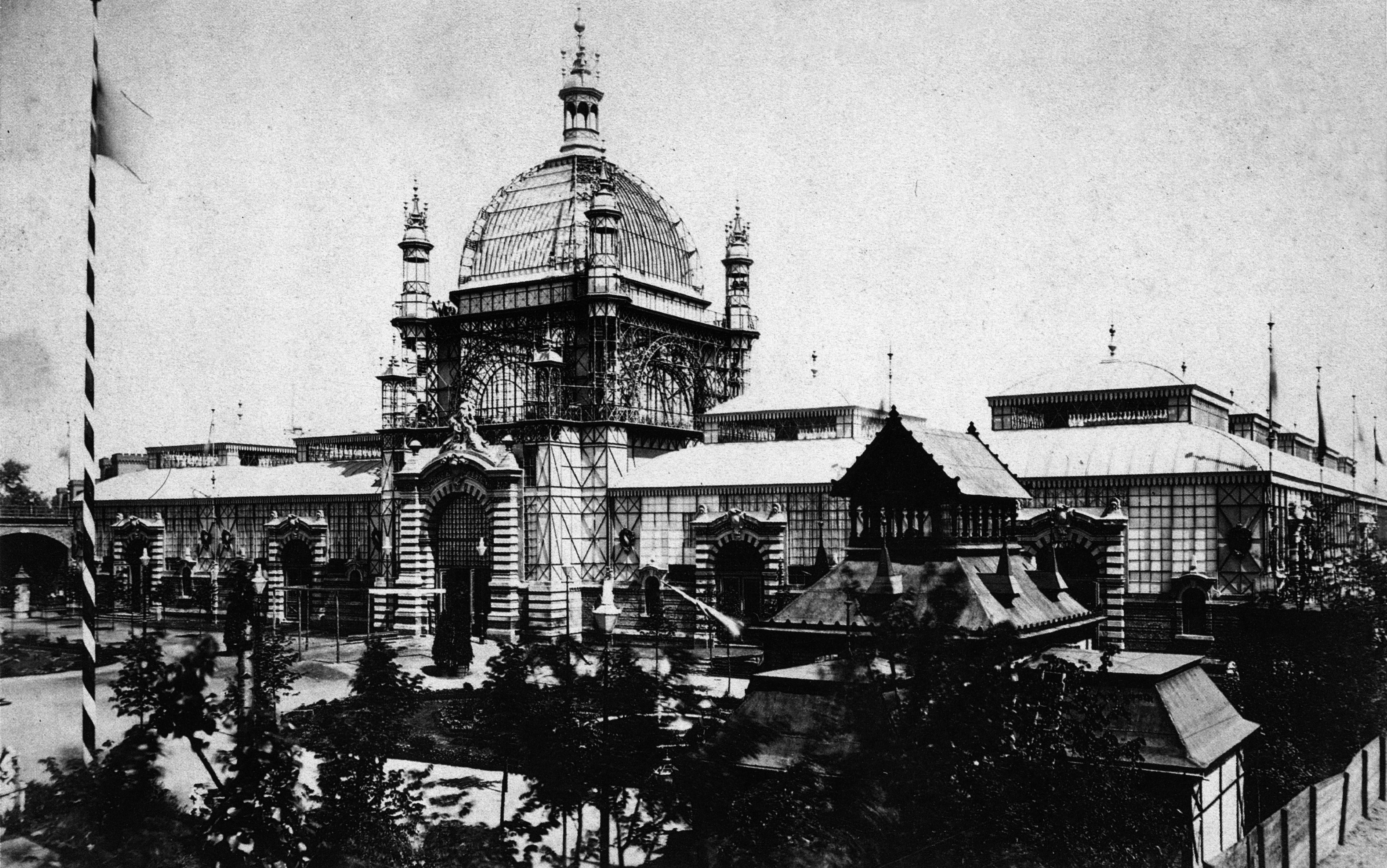
ULAP-Ausstellungspalast in Berlin-Moabit, ab 1936 Heimat der Sammlung

Die Deutsche Luftfahrtsammlung Berlin war die umfangreichste Sammlung und Ausstellung zur Geschichte und Technik der Luftfahrt in Europa. Sie wurde Anfang der 1930er Jahre zusammengetragen, bis auf wenige Ausnahmen sind ihre Exponate im Zweiten Weltkrieg verloren gegangen.

## Geschichte
Die „Luftfahrtsammlung der Stadt Berlin“ entstand auf Initiative des Generalsekretärs der Wissenschaftlichen Gesellschaft für Luftfahrt (WGL) Georg Krupp und wurde zunächst ab 1929 in zwei Behelfsbauten des Flughafens Tempelhof präsentiert. Den Grundstock bildete die Sammlung der Deutschen Versuchsanstalt für Luftfahrt. Krupp bemühte sich um den Ankauf weiterer Objekte und erweiterte die Sammlung stetig. Als sich die Baracken schließlich als zu klein erwiesen, wurden einige Exponate in zwei Hallen des Flugplatzes Johannisthal zwischengelagert.
Museumsleiter Georg Krupp und 15 Mitarbeiter begannen ab November 1931 mit dem Aufbau eines größeren Luftfahrtmuseums in Adlershof. Dazu bauten sie eine ehemalige Fabrikhalle der AMBI-Werke an der Rudower Chaussee 31–34 um. Inzwischen gehörten auch große Teile des Aviatischen Museums zur Sammlung. Der Berliner Oberbürgermeister Heinrich Sahm eröffnete das „Luftfahrtmuseum der Stadt Berlin“ am 15. November 1932. Trotz der Vielfalt der gezeigten Exponate verirrten sich nur wenige Schaulustige in das abgelegene Gebäude. Wegen Platzmangel, ausbleibenden Besuchern und baulichen Mängeln musste das Museum am 1. Dezember 1934 schließen.
Auf der Suche nach geeigneteren Ausstellungsräumen stieß Krupp in Moabit auf den ehemaligen ULAP-Ausstellungspalast und ließ ihn ab Oktober 1934 mit 300 Helfern umgestalten. Nach 21 Monaten Umbauzeit präsentierte sich die „Deutsche Luftfahrtsammlung“ am 20. Juni 1936 in dem umgebauten Palast, ergänzt durch die Sammlung der Wissenschaftlichen Gesellschaft für Luftfahrt, Teile der Junkers-Lehrschau aus Dessau sowie durch Exponate des 1935 geschlossenen Deutschen Luftfahrtmuseums in Böblingen. Das größte Objekt der Ausstellung war eine Dornier Do X. Mit Ernst Udet als Pilot gelangte am 31. Dezember 1936 die Fokker D.VII D-EIRA als Geschenk der Schweiz in die Ausstellung.
Die Verwaltung unterstand der Stadt Berlin; Eigentümerin der Sammlung war die Berliner Flughafen-Gesellschaft. Reichsminister der Luftfahrt Hermann Göring übernahm die Schirmherrschaft, trug zur Finanzierung bei und beeinflusste das Konzept des Museums. Georg Krupp verlor nach Aufdeckung eines Betrugs seinen Posten als Museumsdirektor im Herbst 1938, sein Nachfolger war kurzzeitig Fritz Ewald, der 1943 von Werner Löbermann abgelöst wurde.
Das Museum wurde mehrfach umgestaltet, dazu auch zeitweise geschlossen. Erstmals geschah das von April bis September 1939. Zeitungsartikel des „Deutschen Sportfliegers“ aus den Jahren 1942 und 1943 zeigen die geöffnete Luftfahrtsammlung mit „regem Besuch“.
Der größte Teil der Exponate wurde scheinbar bei zwei Bombenangriffen 1943 und 1944 zerstört. Überreste der Dornier Do X befanden sich bis in die 1950er Jahre auf dem Gelände. 1952 begannen die Abrissarbeiten an dem zerstörten Ausstellungspalast. Nur die große Freitreppe, flankiert von zwei Löwenplastiken, blieb erhalten.
Viele Exponate wurden jedoch ab Mitte 1943 nach Pommern ausgelagert. Einige bisher wiedergefundene Teile (20 Exponate) befinden sich heute im Polnischen Luftfahrtmuseum in Krakau. Über die Rückführung dieser Exponate nach Berlin gibt es noch keine Einigung. Nur die Jeannin-Stahltaube von 1914 ist wieder in Berlin. Sie wurde mit Hilfe polnischer Experten aufwändig restauriert und wird als Leihgabe im Deutschen Technikmuseum Berlin (DTMB) ausgestellt. Andere Exponate wie die Fokker Spinne 3 oder eine Fokker D.VII der Luftfahrtsammlung haben nach 1945 einen anderen Weg gefunden. Die Spinne kam nach der Besetzung der Niederlande im Sommer 1940 zur DLS nach Berlin. 1986 ist die stark beschädigte Spinne vom Krakauer Museum an die Fokkerwerke zurückgegeben und dort restauriert worden. Heute ist sie im Aviodrome Lelystad zu sehen. Eine Fokker D.VII mit der Zulassungsnummer 4404/17 war ab 1939 in der DLS ausgestellt. 1946 tauchte sie in Vilsbiburg zusammen mit sechs Flugmotoren und dem Rumpf einer Bloch MB.175 wieder auf. Die amerikanische Militärregierung in Bayern bot den Bestand dem Deutschen Museum München an, das übernahm 1948 die Fokker D.VII. Die anderen Gegenstände wurden offenbar verschrottet. Das Flugzeug ist heute in der Flugwerft Schleißheim zu besichtigen.
Das Deutsche Technikmuseum Berlin ist immer noch auf der Suche nach weiteren ausgelagerten Exponaten. Die Suche verläuft über die Lost Art Internet-Datenbank, die von der Koordinierungsstelle für Kulturgutverluste in Magdeburg betrieben wird. Sie ist eine Einrichtung des Bundes und der Länder der Bundesrepublik Deutschland.

## Inventar
Da sich keine Inventarliste erhalten hat, ist die Bestimmung außerordentlich schwierig. Das Deutsche Technikmuseum Berlin hat dies durch Fotos versucht; die Koordinierungsstelle für Kulturgutverluste beziffert 174 Exponate.
| - 1. Albatros C.I - 2. Albatros C.IX - 3. Heinkel He 116 - 4. Aviatik C.III - 5. Espenlaub E14 „Espenlaub“ - 6. Stahlwerk Mark R III/22 - 7. Klemm - 8. Klemm L20 - 9. Junkers A 50 - 10. Albatros L 68a - 11. Roland D.VIb - 12. Friedrich-Etrich Taube - 13. DFS 39 „Delta IVc“ - 14. DFS Fafnir - 15. Messerschmitt Me 209V1 - 16. Arado Ar 198V2 - 17. Heinkel HE 5e - 18. Silberschwan Seesegelflugzeug - 19. Würzburg (Radar) - 20. Erla 5 D - 21. Bäumer B IV „Sausewind“ - 22. Espenlaub EA-1 - 23. Dietrich Espenlaub EA-1 - 24. Rumpler C.I - 25. Sablatnig P III DLH „Libelle“ - 26. Airco D.H.9A „Nizam of Hyderabad“ - 27. Austro-Daimler - 28. Sopwith Camel F.1 - 29. Dornier Do X - 30. Curtiss Export-Hawk II - 31. Hawker Hurricane Mk. I - 32. Albatros (DVL) H.1 - 33. Halberstadt CL.II - 34. Fieseler F 2 Tiger - 35. Heinkel HD 39 „BZ I“ - 36. Albatros (Fw) L 101 - 37. Udet U 12b „Flamingo“ - 38. Focke-Wulf F19a „Ente“ - 39. Junkers Ju 49b - 40. Fokker Spinne 3 - 41. Rohrbach Ro VIII Roland II - 42. DFW C V - 43. Messerschmitt M28 - 44. Caspar C 32 „Germania“ | - 45. Jeannin Stahltaube - 46. Junkers G 24 „Haarlem“ - 47. Dornier Komet III DLH „Wolf“ - 48. PZL P.11c - 49. Dornier Merkur - 50. Albatros L 30 - 51. Albatros L 83 „Adler“ - 52. Focke-Wulf C19/MK IV „Don Quichote“ - 53. Rohrbach Ro VIII Roland I „Feldberg“ - 54. Junkers F 13 - 55. Haessler-Villinger HV-1 - 56. AEG J.I - 57. Fieseler Fi 158 - 58. Bloch MB-200 Bn4 - 59. Morane MS-230 - 60. Zeppelin-Staaken R VI Motorgondel - 61. Grigorowitsch M-15 - 62. AEG E2 „Eule“ - 63. Albatros D.III - 64. Albatros D.V - 65. Arado Ar 196 - 66. DFS Storch VII „Hans Huckebein“ - 67. Douglas 8A-3N - 68. Fokker D.VII - 69. Fokker D.VIII (EV) - 70. Fokker D-21 - 71. Geest Möwe 4 „Geest-Möwe“ - 72. Gloster Gladiator Mk.II - 73. Grade Dreidecker - 74. Grade Eindecker - 75. Heinkel HD 17b - 76. Heinkel He 45 - 77. Heinkel He 100 - 78. Heinkel He 176V1 - 79. Heinkel He 178V1 - 80. Jakowlew I-26 (Jak-1) - 81. Jatho II - 82. Junkers J.I (?) - 83. Levavasseur „Antoinette“ - 84. Lilienthal G. Schwingenflugzeug - 85. LFG C.IIa „Walfisch“ - 86. Messerschmitt Bf 109E - 87. Mikojan-Gurewitsch MiG-3 - 88. Polikarpow UTI-4 | - 89. Potez 63.11 - 90. PZL P.38/I - 91. Richter Sportflugzeug - 92. Rumpler C.IV - 93. Rumpler „Etrich-Taube“ - 94. Scholz Eindecker - 95. SPAD S.XIII CI - 96. SPAD SA-2 - 97. SSW D.IV - 98. Steinitz „Ambi-Budd“ - 99. Vickers-Armstrong Wellington Mk.II - 100. Supermarine Spitfire Mk.II - 101. Wright Zweidecker - 102. Zaschka Hubschrauber - 103. Zeppelin-Dornier CL II - 104. Horten H II - 105. Aviatik-Farman-Doppeldecker - 106. Focke-Wulf A 7 - 107. Junkers Ju 89 - 108. Raab-Katzenstein Kl.1a - 109. Lilienthal Eindecker - 110. Lilienthal Zweidecker - 111. P.W.S.26 - 112. Packard - 113. Rolls-Royce - 114. Mercedes-Benz - 115. Salmson Z 9 - 116. Maybach MbIVa - 117. Junkers L 8 - 118. Wright R-2600-23 - 119. Mercedes - 120. NAG - 121. Junkers Jumo 205 - 122. Mercedes D IV - 123. Renault - 124. Rolls-Royce - 125. The Daimler - 126. Hirth HM 504A - 127. Junkers L 55 - 128. Mercedes D IIIa - 129. Antoinette-Motor - 130. BMW IIIa - 131. Gnôme et Rhône - 132. Pfalz D XII | - 133. Luftschraube der Fa. Heine - 134. Luftschraube der Fa. R.Hart - 135. Luftschraube der Fa. Behrendt - 136. Luftschraube der Fa. Heine - 137. Luftschraube der Fa. Heine - 138. Luftschraube der Fa. Wotan - 139. Luftschraube der Fa. Schwartz - 140. LVG Doppeldecker (System Schneider) und Teile der B II - 141. Anhalt - 142. Stinson L-5 „Sentinel“ - 143. Junkers D.I (J9) - 144. Fokker Dr.I - 145. Hentzen-Blume Habicht - 146. Polikarpow I-16 - 147. Morane-Saulnier MS.406 C1 - 148. Luftschraube der Fa. Germania - 149. Argus As 7 - 150. Pratt&Whitney - 151. Argus As 1 Va/B - 152. Le Rhone - 153. Walter K14I Mistral - 154. Walter K-14 IIL - 155. Walter-Raketenantrieb - 156. Argus As 5 - 157. unbekannter 8-Zylinder-Motor - 158. unbekannter 6-Zylinder-Reihenmotor - 159. Renault 12-Zylinder-Motor - 160. unbekannter 8-Zylinder-Motor - 161. unbekannter 12-Zylinder-V-Motor - 162. Motor Argus As 1 aus der Geest-Möwe in Warschau - 163. Fairey Battle Mk.I - 164. Napier - 165. Bianchi, V 4b - 166. Mercedes, Daimler F1 - 167. Hirth HM 60 - 168. Hirth HM 508 - 169. Hispano Suiza (Schnittmodell) - 170. Hispano Suiza 81 - 171. Maybach-Gehäuse - 172. Junkers Jumo 211 - 173. Junkers L 88 - 174. Maybach M 325L |

## Bilder

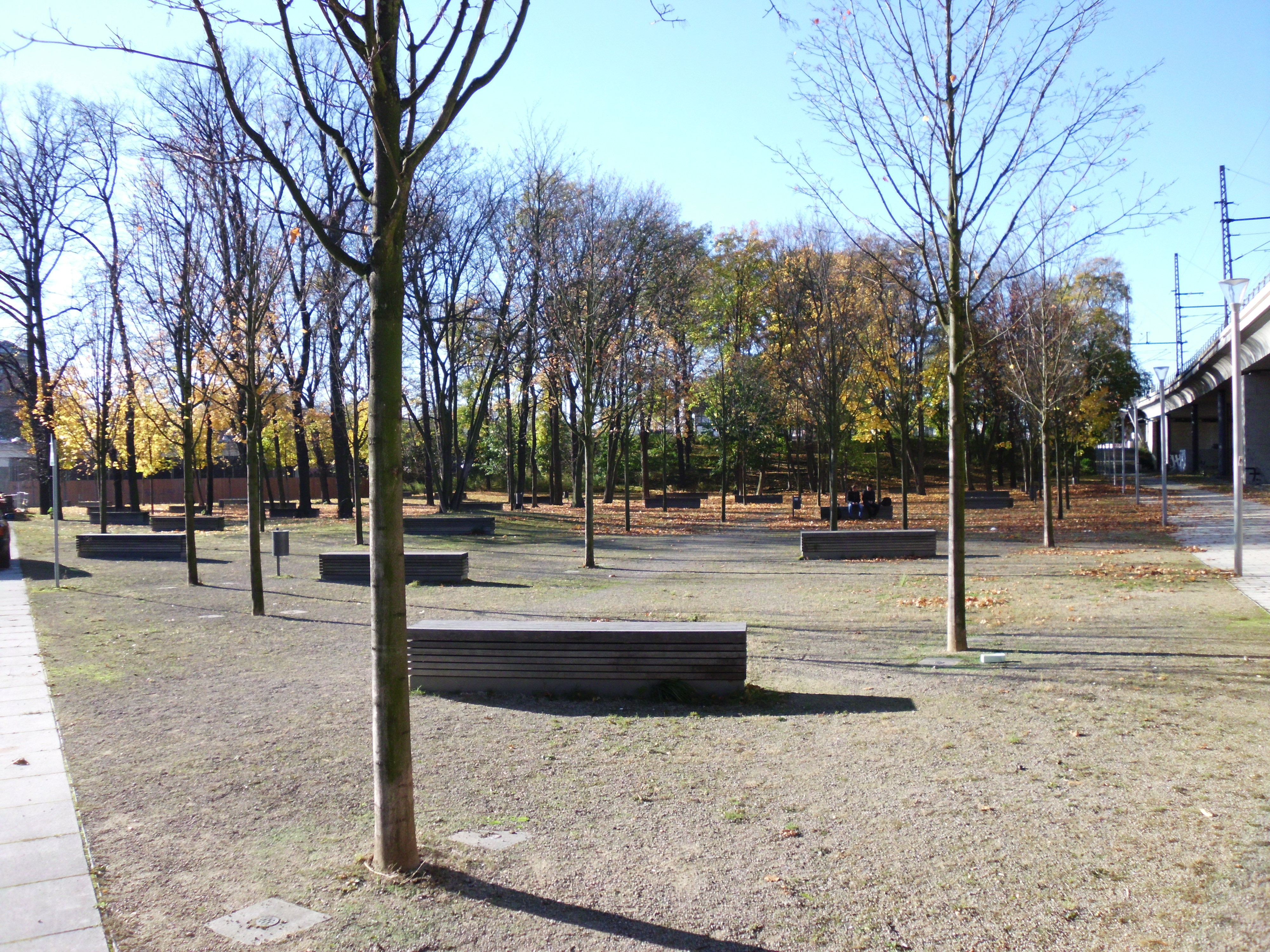
Das Gelände hinter dem Hauptbahnhof im Jahr 2012
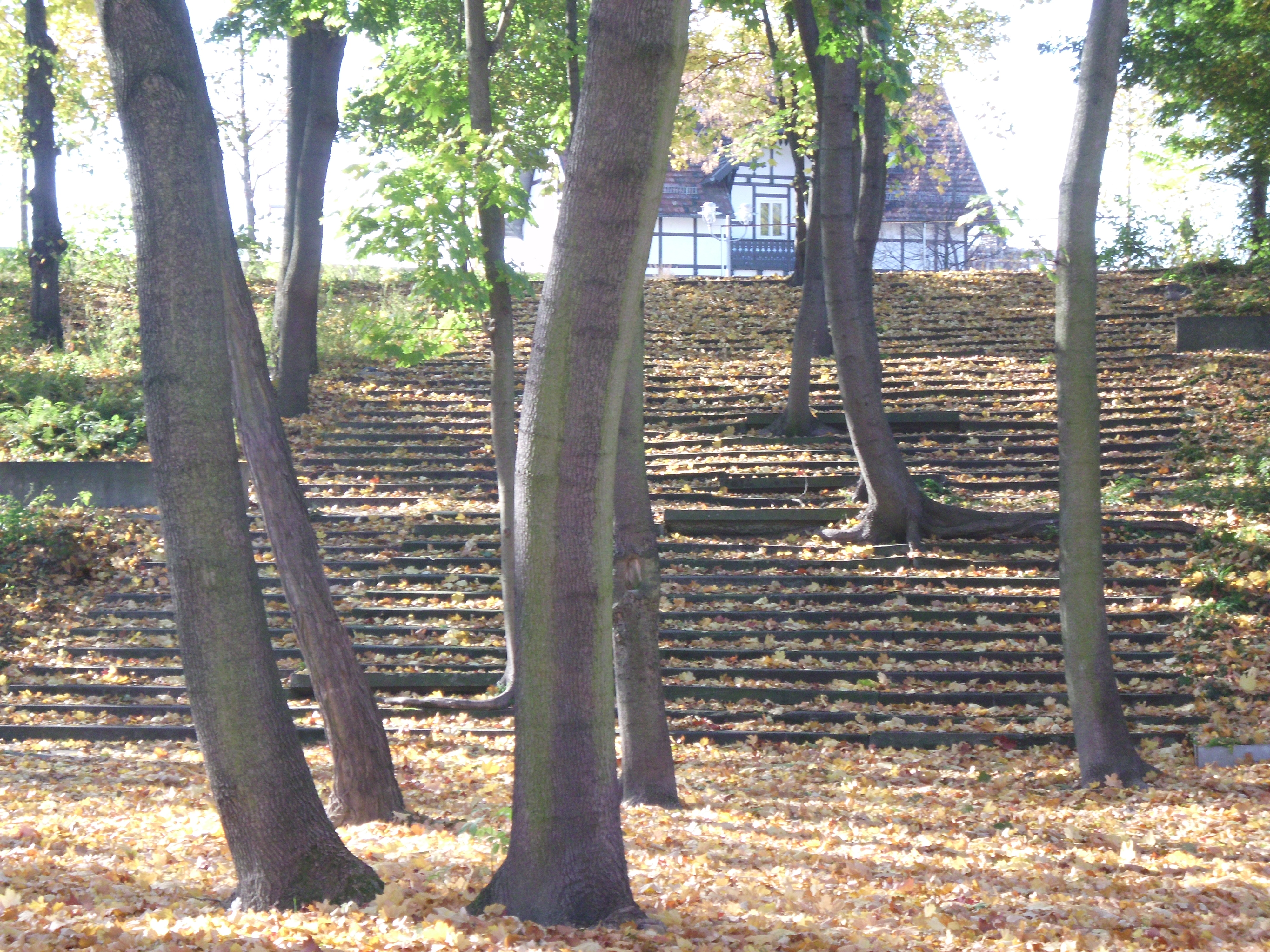
Die Treppe ist der letzte Rest des Ausstellungsgeländes
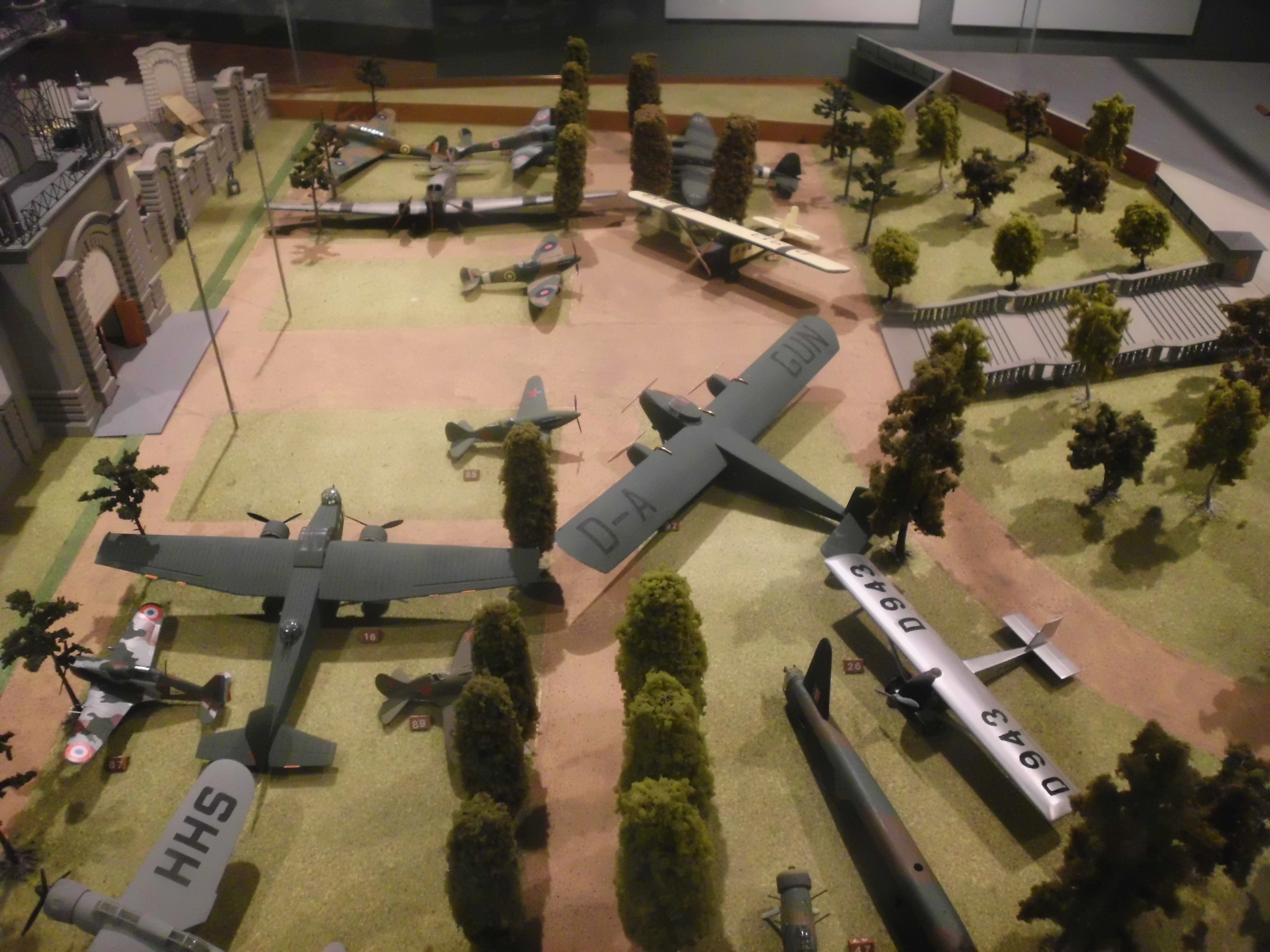
Die Treppe im Schaumodell
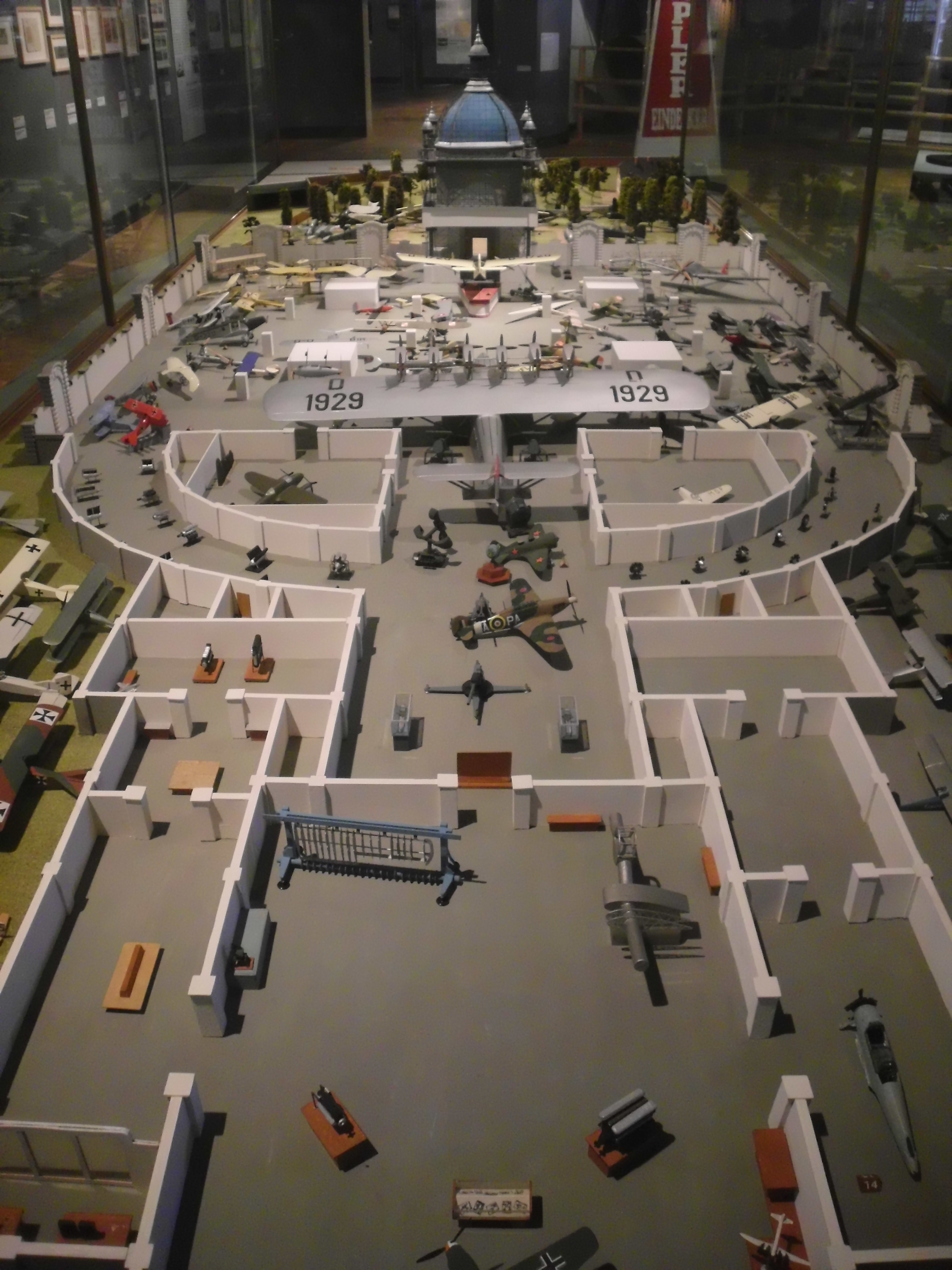
Das Schaumodell im DTMB
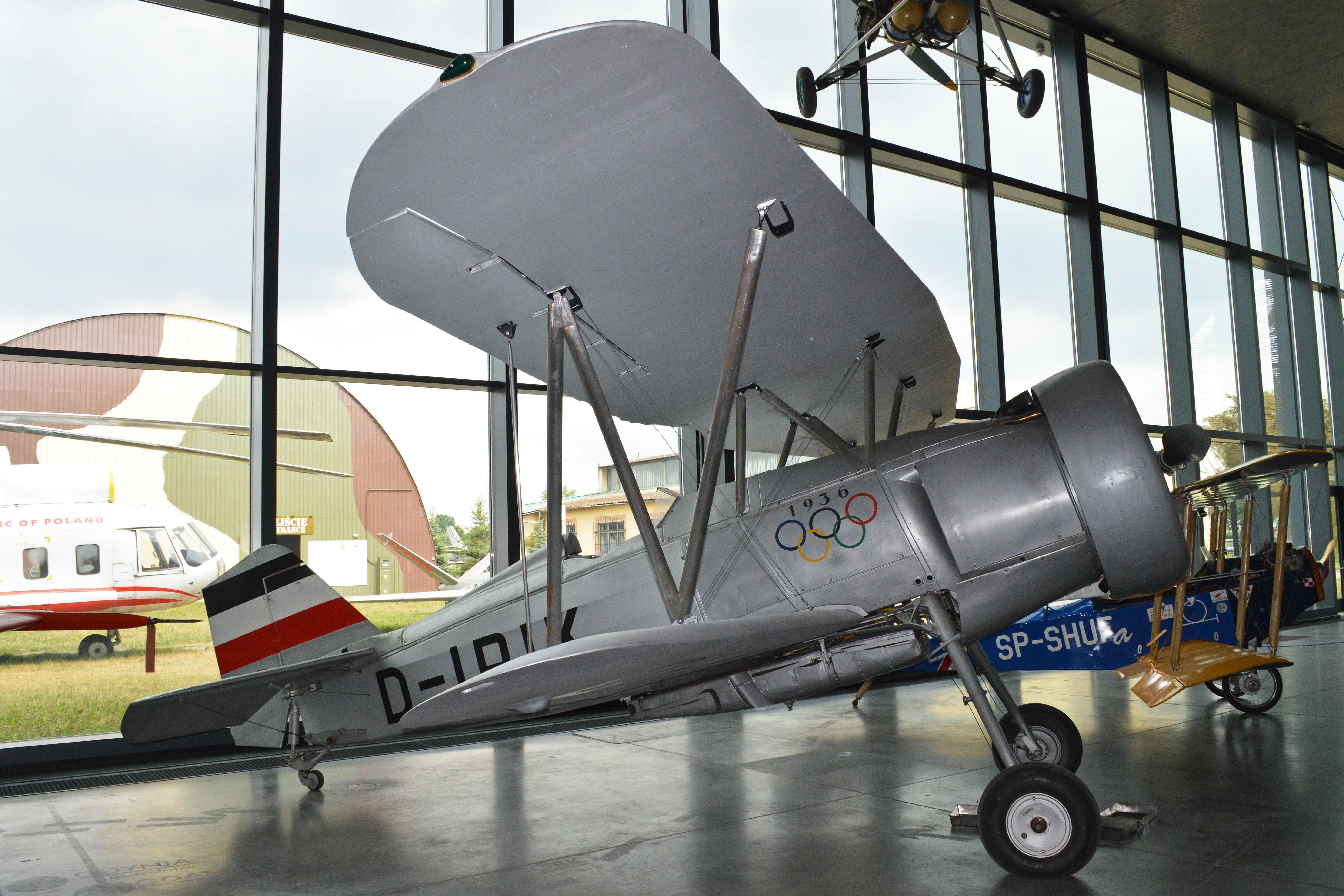
Eine der beiden Curtiss Hawk II von Ernst Udet gehörte zur Sammlung und ist jetzt im Polnischen Luftfahrtmuseum Krakau ausgestellt.